# Primera División de Chile 1963
Primera División de Chile 1963 var den chilenska högstaligan i fotboll för herrar för säsongen 1963, som slutade med att Colo-Colo vann för nionde gången.

## Kvalificering för internationella turneringar
- Copa de Campeones de América 1964
  - Vinnaren av Primera División: Colo-Colo

## Sluttabell
| Plac. | Lag                  | S  | V  | O  | F  | GM  | IM | MSK | Poäng |
| ----- | -------------------- | -- | -- | -- | -- | --- | -- | --- | ----- |
| 1     | Colo-Colo            | 34 | 24 | 5  | 5  | 103 | 46 | 57  | 53    |
| 2     | Universidad de Chile | 34 | 23 | 6  | 5  | 78  | 42 | 36  | 52    |
| 3     | Deportes La Serena   | 34 | 18 | 7  | 9  | 64  | 54 | 10  | 43    |
| 4     | Rangers              | 34 | 16 | 9  | 9  | 69  | 39 | 30  | 41    |
| 5     | Universidad Católica | 34 | 15 | 11 | 8  | 66  | 52 | 14  | 41    |
| 6     | Everton              | 34 | 17 | 4  | 13 | 57  | 59 | -2  | 38    |
| 7     | Santiago Wanderers   | 34 | 11 | 12 | 11 | 54  | 46 | 8   | 34    |
| 8     | Unión San Felipe     | 34 | 11 | 12 | 11 | 68  | 72 | -4  | 34    |
| 9     | Magallanes           | 34 | 12 | 8  | 14 | 53  | 58 | -5  | 32    |
| 10    | Ferrobádminton       | 34 | 11 | 9  | 14 | 45  | 53 | -8  | 31    |
| 11    | Unión Española       | 34 | 12 | 5  | 17 | 68  | 68 | 0   | 29    |
| 12    | San Luis             | 34 | 11 | 7  | 16 | 40  | 62 | -22 | 29    |
| 13    | Coquimbo Unido       | 34 | 9  | 10 | 15 | 47  | 60 | -13 | 28    |
| 14    | Unión La Calera      | 34 | 10 | 7  | 17 | 50  | 75 | -25 | 27    |
| 15    | Audax Italiano       | 34 | 8  | 10 | 16 | 44  | 62 | -18 | 26    |
| 16    | Santiago Morning     | 34 | 9  | 7  | 18 | 44  | 62 | -18 | 25    |
| 17    | Palestino            | 34 | 9  | 7  | 18 | 48  | 71 | -23 | 25    |
| 18    | O'Higgins            | 34 | 10 | 4  | 20 | 41  | 58 | -17 | 24    |

| Primera División Vinnare av Primera División 1963 |
| ------------------------------------------------- |
| Chile                                             |
| Colo-Colo 9:e titeln                              |